# Народні музичні інструменти
Наро́дні музичні інструме́нти - традиційні звукові знаряддя народної музики. Музичний інструмент – технічний засіб для видобування звука. Людина використовує його поза своїм організмом для реалізації своїх звукових уявлень у межах певних зв'язків і намірів.
До найсуттєвіших ознак музичного інструмента відносимо:
1. Фізична ознака. Музичний інструмент у широкому розумінні – це перш за все засіб видобуття звука людиною поза її власним тілом. Правда, функцію інструмента може виконувати і людський голос, плескання в долоні чи притупування – багато органологів вважають їх першими проявами інструментального музикування.
2. Функційна. Не кожен засіб, що здатний видавати звук, використовується людиною саме з цією метою. Адже звучить і повітряний млин, і колесо криниці. Тому важливою ознакою музичного інструмента, як звукового знаряддя, є спрямованість його використання людиною на звуковидобуття. Звуковий засіб людина використовує свідомо і досягає з допомогою звуку вирішення якихось життєвих завдань.
3. Естетична. Звуковий засіб стає музичним інструментом, коли сфера “звукових понять”, які він втілює, включають в себе явища музичного мистецтва.